# Patuljasti pinč
Patuljasti ili minijaturni pinč (na njemačkom jeziku Zwergpinscher) mala je pasmina (25-30 cm, 5-6 kilograma) čija boja dlake može biti crna ili crvenkasto-smeđa. 
Izgledom podsjećaju na malenog dobermana i vrlo se zaštitnički odnose prema vlastitom teritoriju te vlasniku. Smatraju se obiteljskim psima te su iznimno odani. Riječ je o inteligentnim psima koji su zaigrani do duboke starosti. Zemlja porijekla patuljastog pinča je Njemačka. Izvorno, patuljasti su pinčevi uzgojeni za lov na glodavce, odnosno štakore tijekom 18. stoljeća. Isprva su držani na njemačkim farmama i u skladištima kao učinkoviti tamanitelji štetočina. Iako izgledom podsjećaju na dobermana, također njemačkog psa, patuljasti su pinčevi stariji od navedene pasmine za gotovo dva stoljeća. 
Prema nekim tvrdnjama, u cilju poboljšavanja kvalitete uzgoja i smanjivanja patuljastog pinča, u 19. su se stoljeću u programima uzgoja koristili jazavčari i talijanski hrtovi. Crvena je boja doista mogla potjecati od jazavčara, što je dovelo do naziva srnasti pinč po srnama kojima je Njemačka obilovala u ono vrijeme. Patuljasti je pinč od talijanskog hrta mogao naslijediti osebujno koračanje s visoko podignutim nogama: svaku nogu podiže visoko poput malenog paradnog konja. Očekivana životna dob patuljastog pinča je 13 do 15 godina. Zbog kratke dlake traže vrlo malo četkanja i umjereno kretanje.

## Vanjske poveznice
- Klub pinčera i šnaucera Zagreb  Arhivirana inačica izvorne stranice od 22. veljače 2014. (Wayback Machine)